# 도농도서관
도농도서관 책 대 책
도농도서관은 경기도 남양주시 다산동 소재의 도서관이다.

## 연혁
- 1991. 12. 13 미금시립도서관 착공
- 1992. 12. 31 미금시립도서관 준공
- 1993. 3. 14 미금시립도서관 개관
- 1995. 1. 1 남양주시립미금도서관으로 명칭변경
- 1995. 5. 16 도서관 업무 전산화 시스템 구축
- 1995. 12. 16 한국방송대학교 지역 학습관 개관
- 1997. 7. 1 전자정보실 개실
- 2000. 2. 14 인터넷 홈페이지 개설
- 2000. 2. 23 실학특화자료실 개실
- 2001. 11. 16 열린(이동)도서관 운영
- 2003. 2. 4 남양주시립도서관으로 명칭 변경
- 2004. 1. 27 디지털자료실 개관
- 2007. 4. 10 열린(이동)도서관 민간위탁
- 2007. 9. 3 남양주시 지식정보도서관으로 직제개편
- 2010. 8. 20 남양주시 평생교육원 직제개편
- 2010. 8. 20 도농도서관으로 도서관 명칭 변경

## 시설현황
- 4층: 방송대학습관, 휴게실
- 3층: 학생열람실, 일반열람실
- 2층: 정기간행물실, 디지털자료실, 실학특화자료실, 문화강연실, 사무실
- 1층: 문헌정보실, 어린이자료실, 휴게실, 도서대출반납대, 도서정리실
- 지하1층: 식당 및 매점, 전기·기계실

## 이용 안내
이용 시간
- 학생열람실, 일반열람실: 매일 08:00 ∼ 24:00(둘째, 넷째 토요일 08:00 ~ 18:00 단축운영)
- 문헌정보실, 어린이자료실: 09:00 ∼ 22:00(월~금) / 09:00 ∼ 18:00(토~일,국경일)
- 디지털자료실, 정기간행물실, 실학자료실: 매일 09:00 ∼ 18:00

휴관일
- 정기휴관일: 추석 당일, 설 당일
- 임시휴관일: 특별한 사유로 평생교육원장이 지정하는 날